# Broscus
Broscus là một chi bọ cánh cứng thuộc họ Carabidae đặc hữu của miền Cổ bắc, miền Tân bắc, Cận Đông và Bắc Phi.

## Hình ảnh

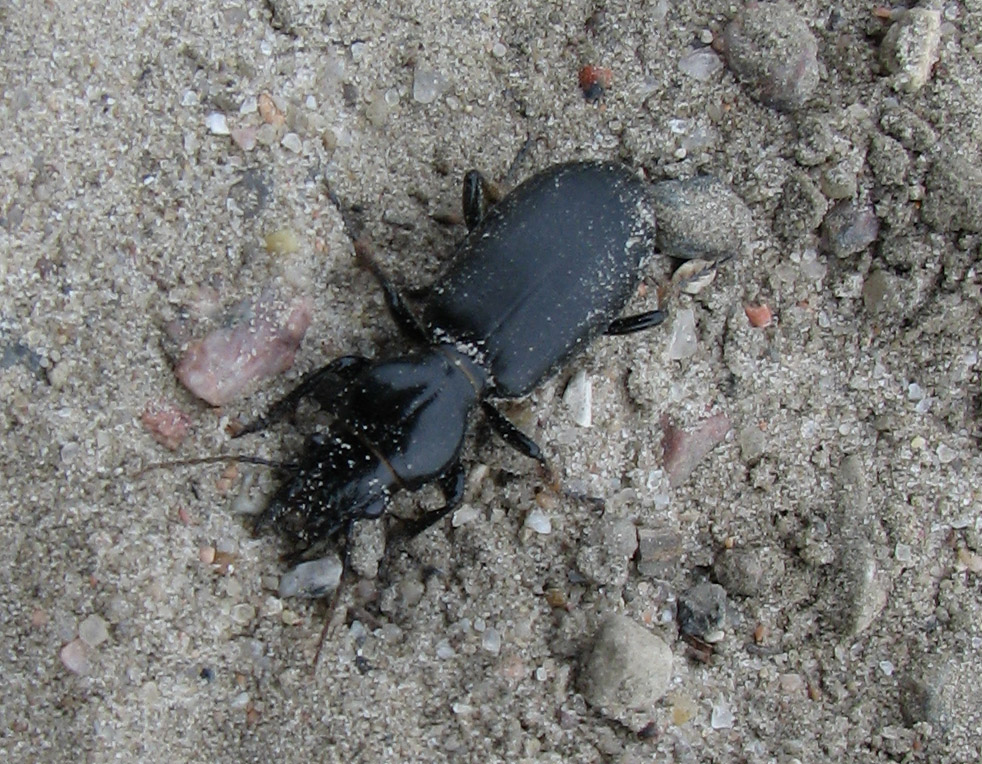
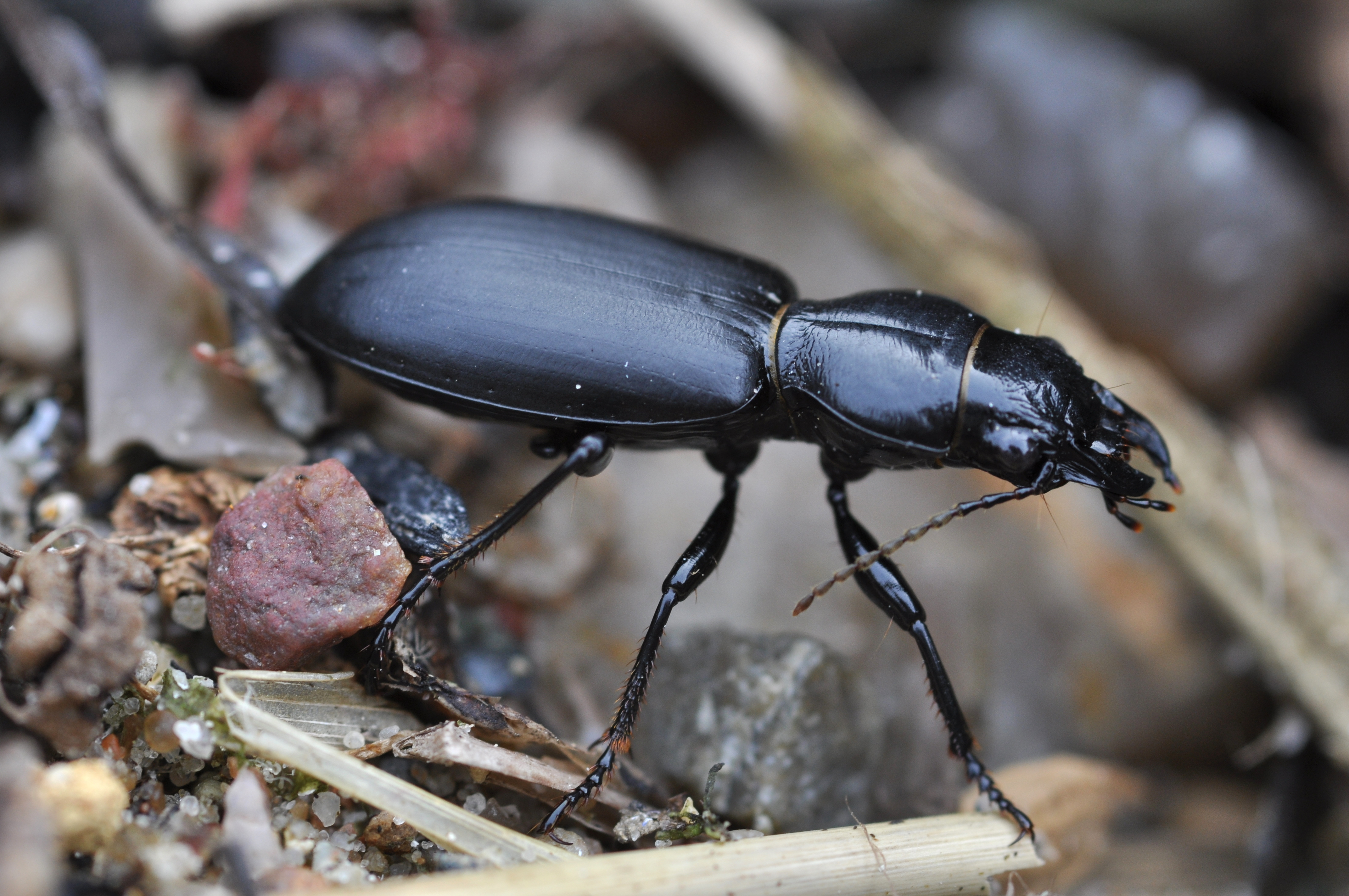
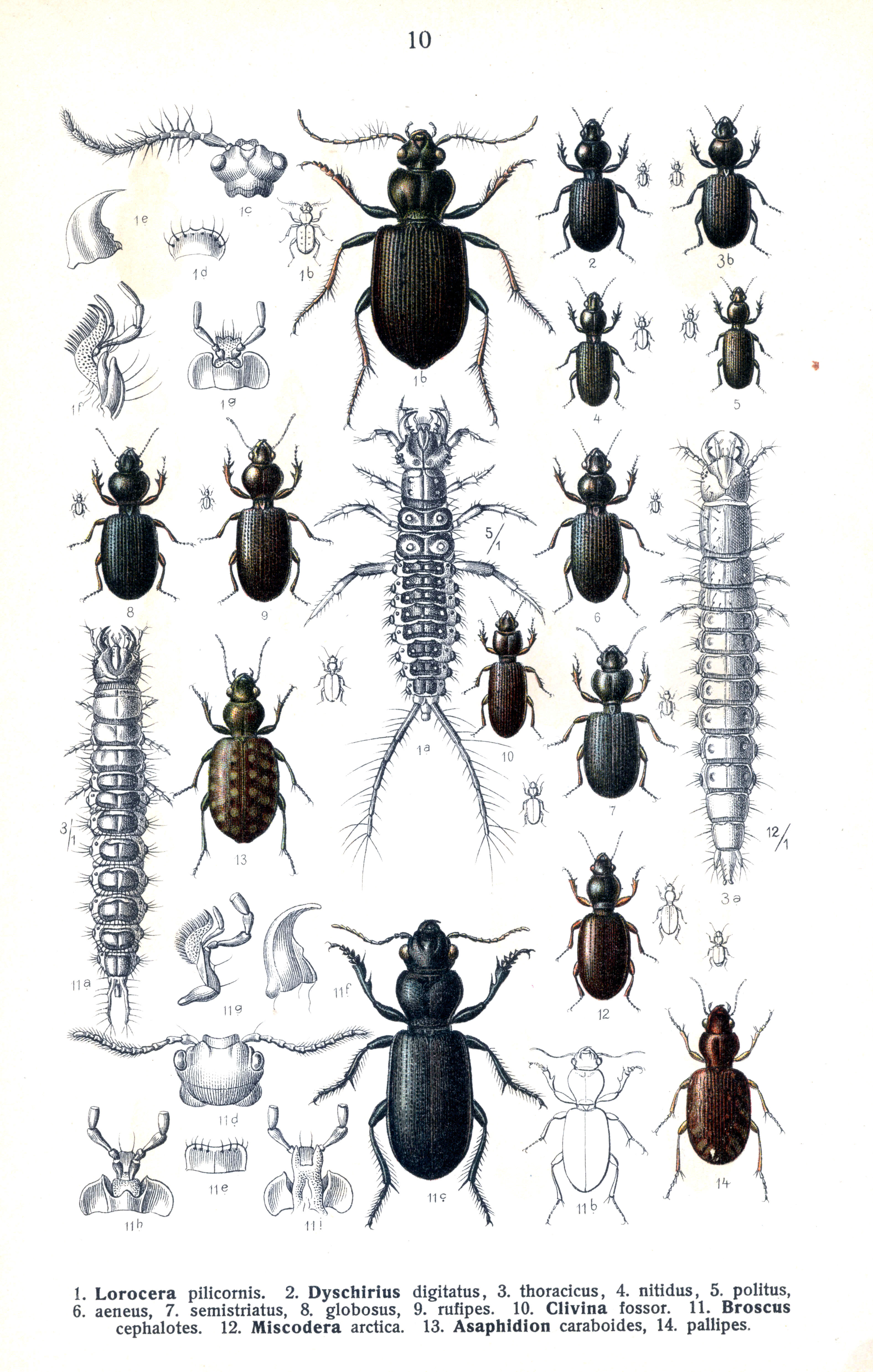